# Balee Baroh Gapui
Balee Baroh Gapui is een bestuurslaag in het regentschap Pidie van de provincie Atjeh, Indonesië. Balee Baroh Gapui telt 339 inwoners (volkstelling 2010).